# Quibuts
Un quibuts (en hebreu: קיבוץ, grup o aplec; en plural: quibbutsim: קיבוצים) és una comunitat col·lectiva israeliana que pretenia combinar el socialisme i el sionisme en una forma de sionisme laborista. Tot i així, avui dia no són gaire diferents de les empreses capitalistes o de les poblacions de què es pretenia formar una alternativa.
Els quibuts van aparèixer en un temps en què les granges independents eren impracticables i es feia necessària una col·laboració en comunitat. Com un experiment social utòpic que va ser, van captar l'atenció internacional. Segons han criticat observadors i historiadors antisionistes, es tractaria d'un projecte idealitzat i d'una forma de neocolonialisme amb el fi d'acabar jugant un paper clau en l'anomenat procés de neteja ètnica i deportació de la població àrab per part dels colons jueus a Palestina com a part del seu projecte sionista.
El 2010, hi havia 270 quibuts a Israel amb una població total de 126.000 persones. Les seves fàbriques i les granges representaven llavors el 9% de la producció industrial d'Israel, amb un valor de 8.000 milions de dòlars EUA, i el 40% de la seva producció agrícola, per valor de més de 1.700 milions de dòlars EUA. Alguns quibuts també havien desenvolupat importants indústries militars i d'alta tecnologia. Per exemple, el quibuts Sasa, amb uns 200 membres, havia generat cap el 2010 ingressos anuals per valor de 850 milions de dòlars EUA amb la seva indústria de plàstics militars.
Els quibuts han proporcionat a Israel molts dels seus caps militars, intel·lectuals i polítics. Tot i que mai no han excedit el 7 per cent de la població d'Israel, constitueixen una de les imatges típiques d'aquest país de cara a la resta del món, més que no pas cap altra institució israeliana.

## Història
La historiografia, inclosos els historiadors progressistes israelians, es remunten a episodis de persecució contra els jueus a l'Europa de l'est per justificar la primera onada de colònies i assentaments a Palestina.

### Antecedents: l'opressió a Rússia i elsBiluïm
Al tombant del segle xix al xx les condicions de vida per als jueus de l'imperi Rus eren cada vegada pitjors. Hi havia una política oficial de forta marginació envers els jueus, aguditzada a mesura que passaven els anys, amb màxims històrics després de la mort d'Alexandre II el 1881. Prohibicions com residir a les grans ciutats com Kíev o a poblacions de menys de 500 habitants (més tard s'amplià a 10.000 habitants), allistaments massius en l'exèrcit per lluitar a l'extrem oriental de Rússia (i sense recuperar els drets negats) a la Guerra entre Rússia i Japó, espoliació dels béns de les famílies jueves, exclusió de professions i d'universitats, desterrament als extrems de l'Imperi, i un llarg etcètera.
Davant d'aquesta fortíssima opressió, els sionistes van convèncer una important part dels jueus que estaven obligats a emigrar, sobretot a l'oest i als Estats Units d'Amèrica, o acceptar el baptisme, o continuar morint de gana sense deixar l'ortodòxia.
El sionisme, nascut a l'est europeu a la darreria del segle xix, va difondre la idea de recuperar una terra on crear un estat (Israel) com a solució a les persecucions. Aquesta terra havia de ser Palestina, o segons el seu nom històric anterior a l'ocupació romana, Eretz Israel.
En temps anteriors a les persecucions, Palestina era una destinació a on els jueus anaven a morir, o a estudiar a Jerusalem i Hebron. Però a partir de la dècada de 1880, el sionisme pren un fort impuls, i gairebé uns 15.000 jueus de Rússia emigren a Palestina. Aquesta diàspora jueva, o primera aliyà (en referència a l'ascensió a la Terra promesa que havia de tenir lloc amb l'arribada del Messies, segons la Torà), pretenia establir-se a terra palestina per a crear un estat jueu, convivint amb altres pobles. Els que hi formaren part se'ls coneix amb el nom de Biluïm. El manifest Biluïm encoratjava a reforçar la immigració cap a Eretz Israel per establir-hi colònies agrícoles i cooperatives socials. Tot i això, els jueus immigrats no eren gaire destres en l'agricultura, i sovint van haver de recórrer a la caritat i a les donacions que, com les del baró Edmond de Rothschild, provenien d'Europa occidental, i sovint havien de recórrer als àrabs perquè treballessin ells les terres. Algunes de les ciutats pròsperes d'aquesta etapa foren Rixon le-Tsiyyon, Rehobot i Guederà.

### La segonaaliyài el primer quibuts
La primera dècada del segle xx fou igualment difícil per als jueus d'una Rússia immersa en guerra amb Japó i d'una Rússia en revolució (Revolució de 1905). Els pogroms com el de Chișinău i les persecucions produïren noves onades d'emigració jueva, i un de les destinacions fou un altre cop Palestina, en el que es coneix com a Segona Aliyà.
El que es van trobar entre els jueus ja assentats no va ser allò què s'esperaven: van trobar quelcom molt semblant a l'Europa que havien deixat al darrere, amb els jueus recuperant llocs jueus però ocupats per àrabs i beduïns fent el treball brut.
El 1909, Joseph Baratz, nou homes més, i dues dones, s'establiren al sud del mar de Galilea, a prop de la vila àrab d'Um-Juni (avui Roix Pinnà), creant el primer quibuts, el qual anomenaren Deganyà (de l'hebreu dagan דָּגָן: blat, cereals).
Les condicions eren molt difícils: no tenien experiència en el camp, el terreny era àrid i poc fèrtil, el clima era implacable, malalties com la malària, tifus i còlera eren freqüents, i vivien una mena d'estat sense lleis perquè sofrien atacs i sabotatges.
Totes aquestes dificultats produïren la necessitat d'unir-se, la vida en col·lectivitat els donaria més probabilitats de supervivència, a més de poder unificar els estalvis de tots per a comprar les terres.
Tot i que les dificultats que van fer tornar a les ciutats alguns d'aquests primers fundadors, els quibuts van començar a estendre's. Finalment, els membres de Deganyà van deixar-la per a dedicar-se a l'apostolat de l'agricultura i del socialisme dels quibuts.

### Quibuts durant el mandat britànic
La caiguda de l'Imperi Otomà i l'arribada del mandat britànic de Palestina, fou bona pels yixuv (la comunitat jueva a Palestina), ja que des del seu punt de vista els otomans havien dificultat la immigració i, a més, eren administradors maldestres.
A tot Europa l'antisemitisme continuava, com si amb les guerres no n'hi hagués prou (Guerra Civil Russa, Guerra entre Polònia i Rússia...). Els pogroms de 1918-1920 eren encara pitjors que els ja de per se terribles pogroms que van impulsar la primera i segona aliyà, amb milers d'assassinats. L'antisemitisme era especialment intens a Polònia i Romania, on era institucionalitzat.
Tot plegat fou denunciat pel sionisme per difondre la idea de la impossible integració i convivència dels jueus a Europa, i van promoure la tercera aliyà i la quarta aliyà, en especial des de països de l'Europa Oriental, ja que Rússia havia tancat l'emigració a causa de la Revolució de 1917.
Als anys 20 s'estengueren per tot Europa els moviments juvenils sionistes, tant de dretes (Betar), creat per Zeev Jabotinsky, ideòleg sionista admirador de Mussolini, que creà nombrosos grups militars jueus a Europa a principis de segle i fins i tot oferí "cent mil soldats jueus" a les potències europees en les seves aventures colonials; altres grups com religiosos (Bahad), com pseudosocialistes (Deror, Berit ha-Olim, Qadima, Ha-Bonim, Wekleute). Entre aquests darrers, trobem importants promotors dels quibuts, com el marxista ha-Xomer ha-Tsaïr.
Les aspiracions d'aquestes noves aliyà eren més esquerranes que les anteriors, en consonància amb les idees corrents a Europa. Els nous quibuts eren majors (per exemple En Harod, de 215 membres). I el total de persones que habitaven quibuts va passar d'uns 700 el 1922, als 4.000 l'any 1927.
Amb el creixement també vingué la diversificació:
- Alguns quibuts es van fundar l'any 1927 en l'associació Qibbuts Artsí, la branca esquerrana d'aquest moviment. (Més tard, el 1936 va originar el partit polític Socialist League of Palestine (popularment conegut com ha-Xomer ha-Tsaïr), i que ja amb l'estat d'Israel originaria el Mapam). Els de Qibbuts Artsí també eren menys sexistes. I es consideraven més aviat seculars o ateus.
- El 1928, neix el grup Héver ha-Qevutsot, a partir del quibuts Deganyà. No sobrepassaven els 200 individus. La població era escassa.
- El corrent principal fou la Qibbuts ha-Meühad, i criticaven els Artsí per voler ser elitistes, i els qevutsot per ser massa petits. La majoria rebutjaven el judaisme ortodox, tot i que no volien desprendre's de les tradicions jueves (Sàbat, Iom Kippur...). El 1946 apareix el primer quibuts religiós, En Tsurim. Els quibuts religiosos no rebutgen pas la col·lectivització.

### Quibuts i la construcció d'Israel
En un principi, l'hostilitat àrab era inapreciable. Però després de les successives aliyà i de la declaració de Balfour, per la qual l'Imperi britànic, acontentant alhora sionistes i antisemites, oferia el seu suport a un estat per als jueus a l'Orient mitjà, cap als anys 30, esdevé un fort augment de la violència. De mica en mica els grups paramilitars comencen a coordinar-se, i les operacions tàctiques i estratègiques. Quan es plantejà un estat per palestins àrabs i jueus, el sionisme evita qualsevol possibilitat d'entesa amb la violència dels àrabs-palestins. Els qibbutsnik (membres de quibuts) sofreixen un alt grau de militarització; intervenen en les conteses com Guerra Àrab-Israeliana de 1948, etc. Entre els colonitzadors iniciaren diferents campanyes militars contra els grups paramilitars àrabs. En una posició molt més moderada el Qibbuts Artsí preferia un estat binacional.

### Quibuts i Israel independent
Amb l'establiment de l'estat d'Israel, i per reforçar aquest estat davant la població àrab, s'incentiva l'emigració de noves comunitats jueves, ja no pas tant jueus europeus, sinó a més els jueus asquenazites, o els jueus "orientals" (o sefardites) provinents del nord d'Àfrica i l'Orient Mitjà i sovint no reconeguts com a qibbutsnik.
També es van haver de decantar per un dels dos bàndols de la Guerra Freda, tot i que ambdós, els EUA i la Unió Soviètica havien reconegut l'estat d'Israel. Als tres anys d'estat israelià, David Ben-Gurion es van decantar pels EUA, la qual cosa fou criticada per la branca esquerrana o socialista dels quibuts. El nacionalisme sionista, però, era més fort que cap consideració d'esquerra, i s'acceptà el suport dels EUA.
Una altra qüestió era la de la recuperació dels béns perduts a l'holocaust de l'Alemanya nazi. Finalment, allò que es va recuperar es va destinar a ampliar les edificacions i a finalitats recreatives, sempre de la comunitat del quibuts. La prosperitat als quibuts era fins i tot superior a la mitjana israeliana, prosperitat que cal considerar comptant sempre que l'enorme despesa militar que suposa el conflicte permanent originat pels seus veïns musulmans.
Els quibuts van continuar tenint un important paper militar, com per exemple el grup Nahal, format pels quibuts situats a les fronteres de l'estat. A la guerra dels sis dies, 200 dels 800 soldats israelians morts eren qibbutsnik.

## Trets característics

### Ideologia
Els primers qibbutsnik eren religiosos, els de la segona aliyà ho eren molt menys i veien el judaisme ortodox com un obstacle pels jueus. Creien més en una idea de caràcter místic del treball jueu.
El conflicte àrab-jueu tampoc fou predit pels primers assentaments, sinó que esdevingué bastant després, en els anys 30. A la inversa, ells creien en un principi que establirien lligams de cooperació amb el poble àrab i que la seva arribada suposaria quelcom positiu per aquest.
En un primer moment també desitjaven una societat centrada en el treball col·lectiu, en el qual ningú fos empleat de ningú, i on els capatassos no hi tinguessin cabuda. A l'inici, el caràcter socialista dels quibuts fou molt accentuat, però al llarg dels anys s'ha anat perdent i els quibuts han entrat dins els mecanismes de l'economia liberal capitalista.
Cal fer esment també d'una altra forma de comunitat jueva, els moixavim (singular: moixav), desenvolupats ja abans de l'estat d'Israel. Es caracteritzaven per una vida econòmica en col·lectivitat, però amb una vida personal totalment privada, a diferència dels quibuts originals.

### Vida comunal
El principi d'igualtat era portat fins a l'extrem més radical. No podien tenir pertinences individuals materials, ni comptes bancaris, ni animals. Els presents que rebien havien d'anar a parar a una tresoreria comuna. Tampoc hi havia una vida social privada, sinó que tot quedava en la comunitat. De vegades certs comportament típics del mateix matrimoni s'arribaven a considerar una exclusivitat poc tolerable (com seure junts als menjadors).
Aquesta pertinença de la comunitat incloïa la pròpia descendència. En els anys 20, els infants eren separats de llurs pares per passar a pertànyer a la Societat d'Infants o Mossad Hinnukhí. Hi havia cuidadores entrenades per a tenir cura dels infants, i sovint eren alletats del pit per dones que no eren la mare. A més de portar molt lluny el concepte d'igualtat, també volien eliminar els problemes que apareixen per la disciplina parental, i ja no hi hauria cap complex d'Èdip. També esperaven que les mares tinguessin més temps d'oci i per treballar, en veure's alliberades de la càrrega dels fills.
Tot i la menor discriminació per motius de gènere pel fet d'incorporar la dona al treball fora de casa o a tasques de caràcter militar, en consonància amb el caràcter militarista del sionisme, les dones continuaven tenint un paper principal a la cuina, la costura i la neteja, mentre que els homes no hi participaven. Tampoc no hi havia segregació entre nens i nenes a les Mossad Hinnukhí.
La vida comunal accentuava alguns tipus de conflictes. Per exemple, si hom volia comprar quelcom, havia de sotmetre's a la discussió d'un comitè. Els treballadors poc destacats o els qui gaudien massa dels béns comuns creaven cert ressentiment.
Per evitar una especialització en el treball, un comitè designava la rotació en els diferents llocs disponibles. La vida als quibuts era accentuadament rica en cultura, i d'ells sortien escriptors, actors i tota mena d'artistes de renom.

### Aspectes psicològics
Destaca el treball de dos investigadors de la sociologia i de la psicologia, Melford E. Spiro (1958) i Bruno Bettelheim (1969). Ambdós conclouen que, als individus crescuts als quibuts, els costava més d'establir sentiments com l'enamorar-se o el crear vincles d'amistat duradora. I d'una altra banda, tenien molta més facilitat per a fer amistats poc intenses i a tenir molta vida social. La mancança de propietat privada els produïa una mancança de sentiments (primitivisme), segons Bettelheim.
El desenvolupament dels infants a aquestes societats els accentuava l'efecte Westermarck, de forma que la mancança d'atracció sexual entre els joves els obligava a sortir del quibuts quan ja eren madurs, per cercar parella. Tot i que alguns autors van dir que l'educació als quibuts portaria els seus nens a la mediocritat, la veritat és que no sempre ha estat així.
També s'han fet estudis sobre l'afectació de la separació de la mare en els infants dels quibuts. Segons Fox (1977) l'estrès sofert és similar al que sofreix en ser separat de la cuidadora (o metappélet), tot i que en ser tornat a la mare o a la cuidadora, l'atracció és més forta en el cas de la mare.

### Economia del quibuts
En els primers quibuts hom va intentar d'autosubsistir amb l'agricultura i la ramaderia, però aviat van veure que no era possible. Tampoc a nivell monetari no eren autosuficients; les terres eren propietat del Fons Nacional Jueu (o Qaqal: Qeren Qayémet leYisrael) i per expandir-se necessitaven els subsidis de l'estat d'Israel. I tot plegat, la balança econòmica d'Israel trontollava per la manca d'exportacions.
Així que immediatament es van començar a manufacturar productes amb què cobrir les despeses: eines de tallar a base de diamants (Quibuts Deganyà), irrigació per goteig (inventat al quibuts Hatserim i origen de la multinacional Netafim), eines mèdiques i munició (quibuts Maagan Mikhael), etc. Avui també cotitzen en borsa (productes òptics del quibuts Xamir). La dècada del 1960 va veure una forta onada d'industrialització. Actualment la febre industrialitzadora ha deixat pas al turisme i al sector serveis, i molts dels qibbutsnik treballen fora dels quibuts.

## Futur

### Decadència
En els darrers 20 anys els quibuts han esdevingut cada cop menys col·lectivistes. Això s'accentuà quan l'electricitat i el menjar van deixar de ser gratuïts, per culpa de la despreocupació per fer-ne un consum responsable i ajustat. D'aquesta manera s'introduí la controvertida possessió personal de diners.
També la vida social se n'ha ressentit, amb la introducció de reproductors de DVD, Internet i pertinences privades similars, de forma que les reunions als menjadors i altres activitats en comunitat ja no tenen tanta afluència com abans.
Més controvertida encara fou la diferència en els sous, segons es tractés d'un agricultor o d'un cap de fàbrica, la qual cosa contradeia clarament el principi d'igualtat.
A la dècada dels 70 s'abandonen les Societats d'Infants, en favor de la família nuclear, per temor dels efectes psicològics en els nens i per la negativa de molts pares a fer aquest sacrifici.
Per tots aquests canvis, i perquè suposen una gran despesa en forma de subsidis per part d'Israel, el seu prestigi va començar a minvar, i han passat de ser societats admirades pels altres israelians a ser societats no gaire diferents de la resta. Tampoc els ha ajudat el rebuig a la integració dintre dels quibuts dels religiosos jueus asquenazites, dels jueus orientals i dels jueus d'Etiòpia (o Israel Beta).

### Perspectiva
A la fi dels anys 1980 va començar una davallada del moviment. Tot i així es van continuar construint quibuts, com el quibuts Samar, caracteritzat per una vida basada en idees semblants a l'anarquisme. Els qibbutsnik no esperen transformar Israel, ni el món, però això no els impedeix de continuar lluitant per aquesta forma de vida. Generalment coincideixen amb els moviments de conservació del medi ambient i amb els moviments pacifistes. Això, lligat amb el suport de l'estat d'Israel per motius estratègico-militars, polítics i històrics, fa que el moviment s'estigui recuperant i afermant de nou.
| Any  | Població | Nombre de quibuts |
| 1910 | 10       | 1                 |
| 1920 | 805      | 12                |
| 1930 | 3.900    | 29                |
| 1940 | 26.554   | 82                |
| 1950 | 66.708   | 214               |
| 1960 | 77.950   | 229               |
| 1970 | 85.110   | 229               |
| 1980 | 111.200  | 255               |
| 1990 | 125.100  | 270               |
| 2001 | 115.500  | 267               |
| 2010 | 126.000  | 270               |